# Томислав Николић
Томислав Николић (Крагујевац, 15. фебруар 1952) српски је политичар и економиста. Од 2017. је председник Националног савета за координацију са Руском Федерацијом и НР Кином, а у периоду од 2012. до 2017. је био председник Србије.
Био је оснивач и први председник Српске напредне странке, бивши председник Народне скупштине Републике Србије и бивши потпредседник владе Србије и Савезне Републике Југославије.
Један је од оснивача Српске радикалне странке, чији је био потпредседник, а касније и заменик председника, Војислава Шешеља. Када се Шешељ фебруара 2003. године добровољно предао Хашком трибуналу, преузео је вођство Српске Радикалне странке. Три пута кандидат на председничким изборима у Србији (неуспели избори 2003, избори 2004, избори 2008), и једном кандидат за председника СРЈ на председничким изборима у 2000.
Обављао је дужност потпредседника Владе Србије у периоду од 1998. до 1999. и потпредседника Владе СР Југославије од 1999. до 2000, а маја 2007. године на пет дана је обављао и дужност председника Народне скупштине Републике Србије.
Томислав Николић је 5. септембра 2008. године поднео оставку на дужност заменика председника Српске радикалне странке због размимоилажења која су у странци настала поводом усвајања Споразума о стабилизацији и придруживању Србије са Европском унијом. У Скупштини Србије заједно са још двадесет радикалских посланика формирао је посланички клуб „Напред, Србијо“, а 12. септембра искључен је из Српске радикалне странке. Месец и по дана касније, 21. октобра, званично је основао Српску напредну странку на чијој оснивачкој скупштини је био изабран за председника.
На председничким изборима у Србији 2012. године је однео победу над кандидатом Демократске странке, Борисом Тадићем. Дужност је предао 31. маја 2017. свом наследнику Александру Вучићу, пошто је претходно одустао од најављене замисли да се кандидује за свој други мандат.
Док је био председник углавном је остао упамћен по великом броју ордена које је додељивао, по појединим чудним изјавама, и по строгом држању за уставна овлашћења. Према појединим политичким аналитичарима, поред Милана Милутиновића се сматра председником који се најуставније држао својих овлашћења и који се у складу са тим није превише мешао у рад владе. Поред тога је поднео оставку на место шефа странке скоро одмах по ступању на службу председника државе, чиме је постао једини председник Србије за кога то важи.

## Младост и образовање
Николић је у родном граду завршио основну и средњу техничку школу — смер грађевински техничар. 1970. године, након што је завршио средњу школу и постао пунолетан, као омладинац био је активни члан Савеза социјалистичке омладине Југославије, његово чланство у те две Друштвено-политичке организације помогло му је да напредује у будућности у пословној каријери у Социјалистичкој Федеративној Републици Југославији. 1971. године, након што је напустио студије на Правном факултету у Крагујевцу, започео је радну каријеру у Грађевинском предузећу Жеграп. Био је шеф изградње на прузи Београд—Бар, радио у Мајданпеку, Прибоју, Пријепољу, Требињу, Београду и другим местима широм бивше СФРЈ. У крагујевачкој фирми „22. децембар“ био је шеф инвестиција у раздобљу од дванаест година (1978—1990), а две године је био и технички директор јавног комуналног предузећа „Градска гробља“ у Крагујевцу (1990—1992). Ожењен је Драгицом Николић и има два сина, Радомира, бившег градоначелника Крагујевца, и Бранислава.

## Политичка каријера
Успостављањем вишестраначког система у Србији, Томислав Николић постаје функционер Народне радикалне странке, а одмах затим, на његову иницијативу, долази до уједињавања највећег броја општинских одбора народних радикала и Српског четничког покрета у Српску радикалну странку. Од 23. фебруара 1991. године, члан је Српске радикалне странке, у којој је најпре изабран за њеног потпредседника, а на три последња Отаџбинска конгреса српских радикала, тајним гласањем биран је за заменика председника. Од 1992. године посланик је у Скупштини Србије и једини посланик који је изабран у сваки сазив Скупштине Србије од тада. Због политичког деловања, у време владавине Социјалистичке партије Србије, заједно са Војиславом Шешељем, осуђен је 1995. године на тромесечну казну затвора коју је издржавао у Гњилану.
Дана 24. марта 1998. године постао је потпредседник Владе Републике Србије у „влади народног јединства“ коју су оформили Социјалистичка партија Србије, Југословенска левица и Српска радикална странка под вођством председника Владе Мирка Марјановића. СРС се успротивила потписивању Кумановског споразума, јуна 1999. године, којим је окончана агресија НАТО на СР Југославију и министри из ове странке су поднели формалне оставке на своје функције, али су наставили да обављају своје дужности, објашњавајући ово националним интересима. У децембру 1999. Николић бива изабран за потпредседника Савезне владе СР Југославије, коју су ове странке формирале са СНП Црне Горе. СРС бележи лош резултат на парламентарним и председничким савезним изборима у септембру 2000, на којима је Николић као председнички кандидат освојио 5,88% гласова. Власт преузима Демократска опозиција Србије (са СНП), а Николић се повлачи и посвећује раду у странци.

### Заменик председника Српске радикалне странке
Након одласка Војислава Шешеља у Хаг, фебруара 2003. године, води Српску радикалну странку у земљи. На Шешељев предлог Централна отаџбинска управа странке донела је одлуку да Николић буде кандидат за председника Републике Србије, јуна 2004. године. Томислав Николић је 27. јуна, у другом кругу је изгубио од противкандидата, актуелног председника Бориса Тадића, иако је он у првом кругу имао мало више гласова од њега.
Године 2005. Наташа Кандић, председница Фонда за хуманитарно право из Београда, тврдила је да је током рата у Хрватској Николић био у паравојној групи која је ликвидирала неколико цивила у хрватском селу Антин, северно од Винковаца. Николић се на те тврдње огласио, рекавши да док је био у Антину, ни један цивил није погинуо. Српска радикална странка је оптужила Кандићеву за клевету због оваквих тврдњи, као и власника телевизије Б92 Верана Матића, али је Четврто општинско тужилаштво оценило да нема довољно доказа за покретања кривичног поступка.
На конститутивној седници Народне скупштине Србије, која је започела 7. а завршила 8. маја 2007. године у раним јутарњим часовима, Николић је изабран за председника Скупштине већином од 142 посланика, пошто су представници Демократске странке Србије ускратили подршку кандидату Демократске странке и изгаласали Николића заједно са посланицима СРС и СПС. На тој функцији био је укупно пет дана, пошто су Демократска странка и Демократска странка Србије постигле споразум, и Николић је 13. маја поднео оставку.
Николић је био кандидат Српске радикалне странке на изборима за председника Србије 2008. Освојио је највећи број гласова (39,99%) у првом кругу председничких избора освојивши око 5% више него његов противкандидат из Демократске странке Борис Тадић. У другом кругу председничких избора освојио је око 2.180.000 гласова или око 100.000 мање од Бориса Тадића и након тога честитао Борису Тадићу на победи изјавивши да „радикали никад неће престати да се боре“ и да „следе локални избори“.

### Раскид са радикалима и оснивање нове странке
Исте те 2008. године, 5. септембра, Томислав Николић поднео је оставку на дужност заменика председника Српске радикалне странке. Повод је било усвајање Споразума о стабилизацији и придруживању Србије са Европском унијом. У СРС-у је дошло до несугласица око тога да ли треба гласати за усвајање тог споразума. Пошто је лидер радикала, Војислав Шешељ, наредио да се гласа против споразума (а Председнички колегијум СРС то већином гласова прихватио), Николић је поднео оставку на све страначке функције. Централна отаџбинска управа радикала је 12. септембра искључила из странке Николића и још девет његових присталица, који су заједно с њим у републичком парламенту формирали посланички клуб „Напред, Србијо“.
На оснивачкој скупштини 21. октобра 2008, изабран је за председника Српске напредне странке.

### Штрајк глађу и жеђу
У априлу 2011. године, Томислав Николић је штрајковао глађу (осам дана) и жеђу (шест дана) у знак протеста због нерасписивања избора. Овај штрајк није дао очекиване резултате, јер нису расписани избори, а наишао је на делимичну подршку тадашње опозиције у Србији.

## Председничка инаугурација
Николић је 20. маја 2012. победио у другом кругу председничких избора у Србији, и тако постао нови председник Србије.
Дана 31. маја 2012. године у сали Народне скупштине у Београду, пред министрима, посланицима, црквеним великодостојницима, бившим председницима Борисом Тадићем и Миланом Милутиновићем, кандидатима за председника Републике Србије и осталим многобројним званицама, Томислав Николић је и званично читајући текст заклетве, проглашен за председника Републике Србије. Након потписивања и слушања химне "Боже правде" сви чланови парламента су позвани на коктел у фоаје парламента. Овим чином званично је отпочео председнички мандат Томислава Николића.

## Државне функције и кандидовања
- 24. марта 1998. године изабран је за потпредседника Владе Србије.
- Децембра 1999. године изабран је за потпредседника Савезне владе тадашње СР Југославије.
- Септембра 2000. године био је кандидат Српске радикалне странке на изборима за председника Савезне Републике Југославије; по броју гласова је био рангиран трећи, иза Војислава Коштунице и Слободана Милошевића.
- Новембра 2003. био је кандидат који је освојио највише гласова на председничким изборима (око 47%); избори су због недовољне излазности (око 38%) били неуспели.
- На поновљеним председничким изборима, јуна 2004. године, у првом кругу је добио већину гласова (преко 30%), а у другом кругу је имао мање гласова од Бориса Тадића, у односу 45%:53,7% гласова.
- 8. маја 2007. изабран је за председника Народне скупштине Републике Србије. На ту функцију поднео је оставку 13. маја исте године.
- На председничким изборима одржаним 20. јануара 2008. године освојио је највећи број гласова у првом кругу и ушао је у други круг избора, у којем је 3. фебруара изгубио од Бориса Тадића.
- На председничким изборима одржаним 6. маја 2012. у првом кругу гласања освојио је 25,05% гласова и као другопласирани кандидат ушао у други круг избора, у којем је 20. маја остварио победу над кандидатом ДС Борисом Тадићем (према званичним резултатима Републичке изборне комисије Николић је освојио 49,54% гласова).[8]

## Период после председништва
После окончања председничког мандата је 30. маја 2017. именован за директора новооснованог Националног савета за координацију са Руском федерацијом и НР Кином. Врло ретко се појављује у медијима, и скоро уопште не даје изјаве након што је престао бити председник Србије.
Са супругом је био члан делегације која је 8. маја 2024. дочекала председника НР Кине Си Ђинпинга током његове посете Србији.

## Контроверзе
Томислав Николић је имао одређен број контроверзи и афера у својој политичкој каријери најпознатија је контроверза око његовог факултетског образовања и веродостојности његове факултетске дипломе са Факултета за менаџмент у Новом Саду за Мастер Економију која је била пласирана у јавност 2012. године. У предизборној телевизијској емисији 2012. године на Првој српској телевизији један од гостију телевизијске емисије Јово Бакић је питао Томислава Николића који је смер завршио на факултету, Томислав Николић није дао дотичном госту одговор који је смер завршио, дао је нејасан одговор.
Још значајнија контроверза је везана за изјаву дату о премијеру др Зорану Ђинђићу дату непосредно пред атентат на Ђинђића. Николић је тада 23. фебруара 2003. године на митингу СРС-а изјавио како је и председник ТИТО пред смрт имао проблема са ногом. Николићеве речи постаће сурова стварност само двадесетак дана после тога када је премијер Ђинђић убијен у атентату, а једна од олакшавајућих околности за атентатора била је чињеница да се Ђинђић споро кретао због повреде ноге. На каснија бројна питања новинара како је знао да ће Ђинђић бити убијен и зашто ако је знао није то пријавио надлежним органима, Николић никада није дао јасан одговор.
16. februar 2016. потписао је Закон о потврђивању споразума између Србије и НАТО. Ово је изазвало низ негодовања и претеста националне и патриотске опозиције.

## Издавачка делатност и имовина
Године 1998. Томислав Николић је као потпредседник владе добио стан од државе површине 186 квадрата у Новом Београду. Тај стан је био принуђен да прода да би платио екстрапрофит, који му је био разрезан. Приликом подношења извештаја у свом функционерском картону пријавио је да има стан од 97 квадрата. Заједно са Александром Вучићем је сувласник предузећа Велика Србија која се бави издавачким делатностима Војислава Шешеља са уделом од 5%. Према подацима Агенције за привредне регистре та фирма је остварила добит од 2,1 милиона динара у 2010. години.

## Награде и признања

### Одликовања
| Награда или одликовање | Награда или одликовање                       | Земља      | Датум             | Место   |
| ---------------------- | -------------------------------------------- | ---------- | ----------------- | ------- |
|                        | Орден Макариоса III                          | Кипар      | 13. јануар 2013.  | Београд |
|                        | Орден Републике Украјине                     | Украјина   | 6. јун 2013.      | Београд |
|                        | Орден Великог крста реда спаситеља           | Грчка      | 18. јун 2013.     | Београд |
|                        | Орден славе                                  | Јерменија  | 11. октобар 2014. | Јереван |
|                        | Орден Хосеа Мартија                          | Куба       | 19. мај 2015.     | Хавана  |
|                        | Орден за националне заслуге Ел - Атхир       | Алжир      | 17. мај 2016.     | Алжир   |
|                        | Орден пријатељства првог степена             | Казахстан  | 23. август 2016.  | Београд |
|                        | Велики крст Ордена принца Хенрија Морепловца | Португал   | 25. јануар 2017.  | Лисабон |
|                        | Орден пријатељства народа                    | Белорусија | 18. мај 2017.     | Минск   |
|                        | Орден пријатељства                           | Русија     | 4. новембар 2017. | Москва  |

### Почасни грађанин
| Држава           | Место                    | Датум              |
| ---------------- | ------------------------ | ------------------ |
| Република Србија | Почасни грађанин Чачка   | 13. децембар 2013. |
| Црна Гора        | Почасни грађанин Берана  | 25. јун 2015.      |
| Грчка            | Почасни грађанин Крфа    | 18. април 2016.    |
| Република Србија | Почасни грађанин Кнића   | 26. новембар 2016. |
| Кина             | Почасни грађанин Пекинга | 30. март 2017.     |

### Друге награде
- Црни појас у џуду, доделио Џудо савез БиХ 2013.[27]
- Награда Међународне фондације јединства православних народа 2016. године[28]
- Кључеви града Лисабона, уручени 25. јануара 2017.[29]

## Дела

### Политичко-историјске књиге
Објавио је тринаест књига:
- Ни победа ни пораз
- Све за Косово и Метохију
- Отета победа
- Шешеља за председника
- Кроз медијски мрак
- Писмо са адресом
- У канџама мржње
- Говорио сам
- Скупштински ход по мукама
- Неокомунистички парламент
- Од почетка
- Кад падне влада Милошевић пада
- Ровови у Народној скупштини

### Научни радови
Док је био председник Србије, током 2014. је објавио два научна рада на тему политичког менаџмента и негативне кампање:
- Политички маркетинг - негативна кампања (Сарадници: Љубиша Стојимировић и Александра Стојковић)
- Последице неадекватног менаџмента код политичких партија (Сарадници: Љубиша Стојимировић и Александра Стојковић)